# Ciliopagurus hawaiiensis
Ciliopagurus hawaiiensis is een tienpotigensoort uit de familie van de Diogenidae. De wetenschappelijke naam van de soort is voor het eerst geldig gepubliceerd in 1975 door McLaughlin & Baily-Brock.